# Tecolcuautla
Tecolcuautla es una localidad del estado mexicano de Guerrero. Es parte del municipio de Ahuacuotzingo.

## Toponimia
El nombre «Tecolcuautla» proviene de los términos en náhuatl: tecolli, carbón mineral; cuautla, bosque. Su significado es «bosque de carbón».

## Demografía
| Gráfica de evolución demográfica |
|                                  |

| Censo | Población |
| ----- | --------- |
| 1900  | 221       |
| 1910  | 274       |
| 1921  | 445       |
| 1930  | 411       |
| 1940  | 508       |
| 1950  | 553       |
| 1960  | 931       |
| 1970  | 899       |
| 1980  | 864       |
| 1990  | 828       |
| 2000  | 990       |
| 2010  | 1 085     |
| 2020  | 1 200     |